# Mistrzostwa Świata w Lekkoatletyce 1987 – skok wzwyż kobiet

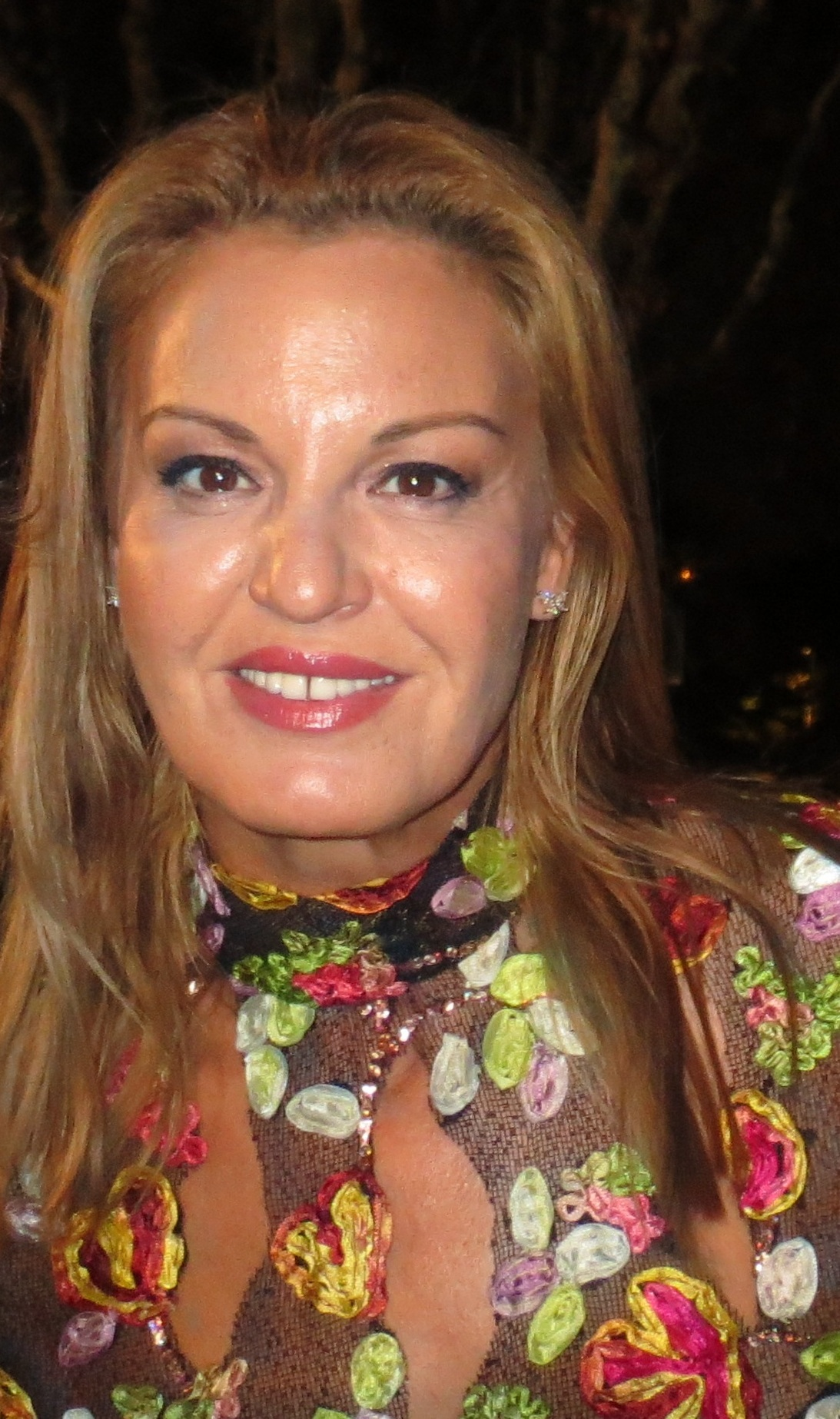
Mistrzyni świata Stefka Kostadinowa

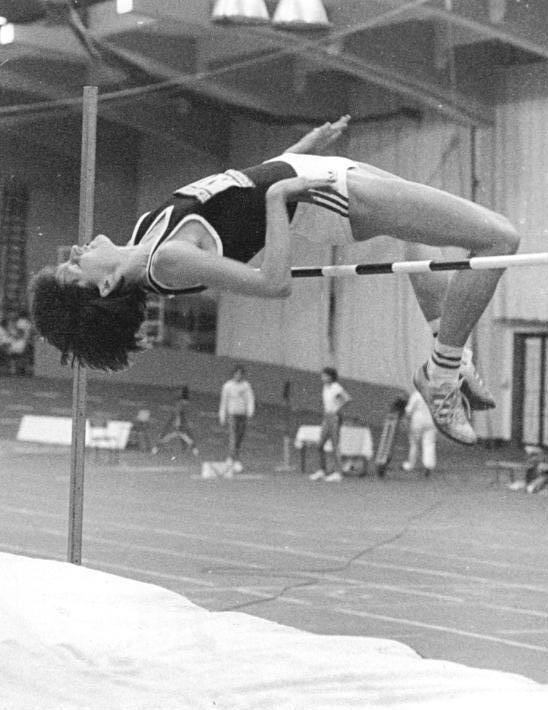
Brązowa medalistka Susanne Beyer

Skok wzwyż kobiet – jedna z konkurencji technicznych rozgrywanych podczas lekkoatletycznych mistrzostw świata w 1987 na Stadionie Olimpijskim w Rzymie.
Zwyciężczynią została Stefka Kostadinowa z Bułgarii, która w finale ustanowiła rekord świata wynikiem 2,09 m, który do tej pory (październik 2022) nie został poprawiony. Tytułu zdobytego na poprzednich mistrzostwach nie obroniła Tamara Bykowa ze Związku Radzieckiego, która tym razem zdobyła srebrny medal.

## Terminarz
| Data        |              |
| ----------- | ------------ |
| 29 sierpnia | Kwalifikacje |
| 30 sierpnia | Finał        |

## Rekordy
|                          | Zawodniczka        | Wynik | Miejsce  | Data                 |
| ------------------------ | ------------------ | ----- | -------- | -------------------- |
| Rekord świata            | Stefka Kostadinowa | 2,08  | Sofia    | 31 maja 1986(dts)    |
| Rekord mistrzostw świata | Tamara Bykowa      | 2,01  | Helsinki | 9 sierpnia 1983(dts) |

## Wyniki

### Kwalifikacje
Zawodniczki startowały w dwóch grupach. Minimum kwalifikacyjne wynosiło 1,93 m. Do finału miały awansować skoczkinie, które uzyskały minimum (Q) lub 12 zawodniczek z najlepszymi wynikami, jednak dopuszczono do finału 12 skoczkiń, które uzyskały wysokość 1,91 m (q).
| Pozycja | Grupa | Zawodniczka             | Państwo           | Wynik | Uwagi |
| ------- | ----- | ----------------------- | ----------------- | ----- | ----- |
| 1       | B     | Ludmiła Andonowa        | Bułgaria          | 1,91  | q     |
| 1       | A     | Ludmiła Awdiejenko      | ZSRR              | 1,91  | q     |
| 1       | B     | Susanne Beyer           | NRD               | 1,91  | q     |
| 1       | A     | Madely Beaugendre       | Francja           | 1,91  | q     |
| 1       | B     | Tamara Bykowa           | ZSRR              | 1,91  | q     |
| 1       | A     | Silvia Costa            | Kuba              | 1,91  | q     |
| 1       | B     | Swetłana Isaewa         | Bułgaria          | 1,91  | q     |
| 1       | B     | Łarisa Kosicyna         | ZSRR              | 1,91  | q     |
| 1       | A     | Stefka Kostadinowa      | Bułgaria          | 1,91  | q     |
| 1       | A     | Heike Redetzky          | RFN               | 1,91  | q     |
| 1       | B     | Louise Ritter           | Stany Zjednoczone | 1,91  | q     |
| 1       | A     | Coleen Sommer           | Stany Zjednoczone | 1,91  | q     |
| 13      | A     | Galina Astafei          | Rumunia           | 1,88  |       |
| 13      | A     | Kim Hui-seon            | Korea Południowa  | 1,88  |       |
| 13      | A     | Ni Xiuling              | Chiny             | 1,88  |       |
| 13      | B     | Megumi Sato             | Japonia           | 1,88  |       |
| 13      | B     | Christine Stanton       | Australia         | 1,88  |       |
| 13      | A     | Amra Temim              | Jugosławia        | 1,88  |       |
| 19      | B     | Phyllis Bluntson        | Stany Zjednoczone | 1,85  |       |
| 19      | A     | Alessandra Bonfiglioli  | Włochy            | 1,85  |       |
| 19      | B     | Hanne Haugland          | Norwegia          | 1,85  |       |
| 22      | B     | Orlane Maria dos Santos | Brazylia          | 1,80  |       |
| 22      | B     | Disa Gísladóttir        | Islandia          | 1,80  |       |
| –       | A     | Sigrid Kirchmann        | Austria           | NM    |       |

### Finał
| Poz. | Zawodniczka        | Reprezentacja     | 1,80 | 1,85 | 1,90 | 1,93 | 1,96 | 1,99 | 2,02 | 2,04 | 2,06 | 2,08 | 2,09 | Wynik | Uwagi |
| ---- | ------------------ | ----------------- | ---- | ---- | ---- | ---- | ---- | ---- | ---- | ---- | ---- | ---- | ---- | ----- | ----- |
| 01 ! | Stefka Kostadinowa | Bułgaria          | –    | o    | o    | –    | o    | o    | o    | xxo  | xo   | –    | xo   | 2,09  | [ 1 ] |
| 02 ! | Tamara Bykowa      | ZSRR              | –    | o    | o    | o    | o    | o    | o    | o    | xx–  | x    |      | 2,04  |       |
| 03 ! | Susanne Beyer      | NRD               | o    | o    | o    | o    | o    | xo   | xxx  |      |      |      |      | 1,99  |       |
| 4.   | Silvia Costa       | Kuba              | o    | o    | o    | o    | o    | xx–  | x    |      |      |      |      | 1,96  |       |
| 5.   | Łarisa Kosicyna    | ZSRR              | –    | o    | o    | xxo  | o    | xxx  |      |      |      |      |      | 1,96  |       |
| 6.   | Heike Redetzky     | RFN               | –    | o    | o    | o    | xo   | xxx  |      |      |      |      |      | 1,96  |       |
| 7.   | Swetłana Isaewa    | Bułgaria          | o    | o    | o    | o    | xxx  |      |      |      |      |      |      | 1,93  |       |
| 8.   | Ludmiła Awdiejenko | ZSRR              | –    | xo   | o    | o    | xxx  |      |      |      |      |      |      | 1,93  |       |
| 8.   | Louise Ritter      | Stany Zjednoczone | –    | o    | xo   | o    | xxx  |      |      |      |      |      |      | 1,93  |       |
| 10.  | Madely Beaugendre  | Francja           | o    | o    | o    | xo   | xxx  |      |      |      |      |      |      | 1,93  |       |
| 11.  | Coleen Sommer      | Stany Zjednoczone | –    | o    | xo   | xxo  | xxx  |      |      |      |      |      |      | 1,93  |       |
| 12.  | Ludmiła Andonowa   | Bułgaria          | o    | o    | xxx  |      |      |      |      |      |      |      |      | 1,85  |       |